# Згорнє Дуплиці
Згорнє Дуплиці (словен. Zgornje Duplice) — поселення в общині Гросуплє, Осреднєсловенський регіон, Словенія. Висота над рівнем моря: 391,1 м.